# Вільні люди (фільм)

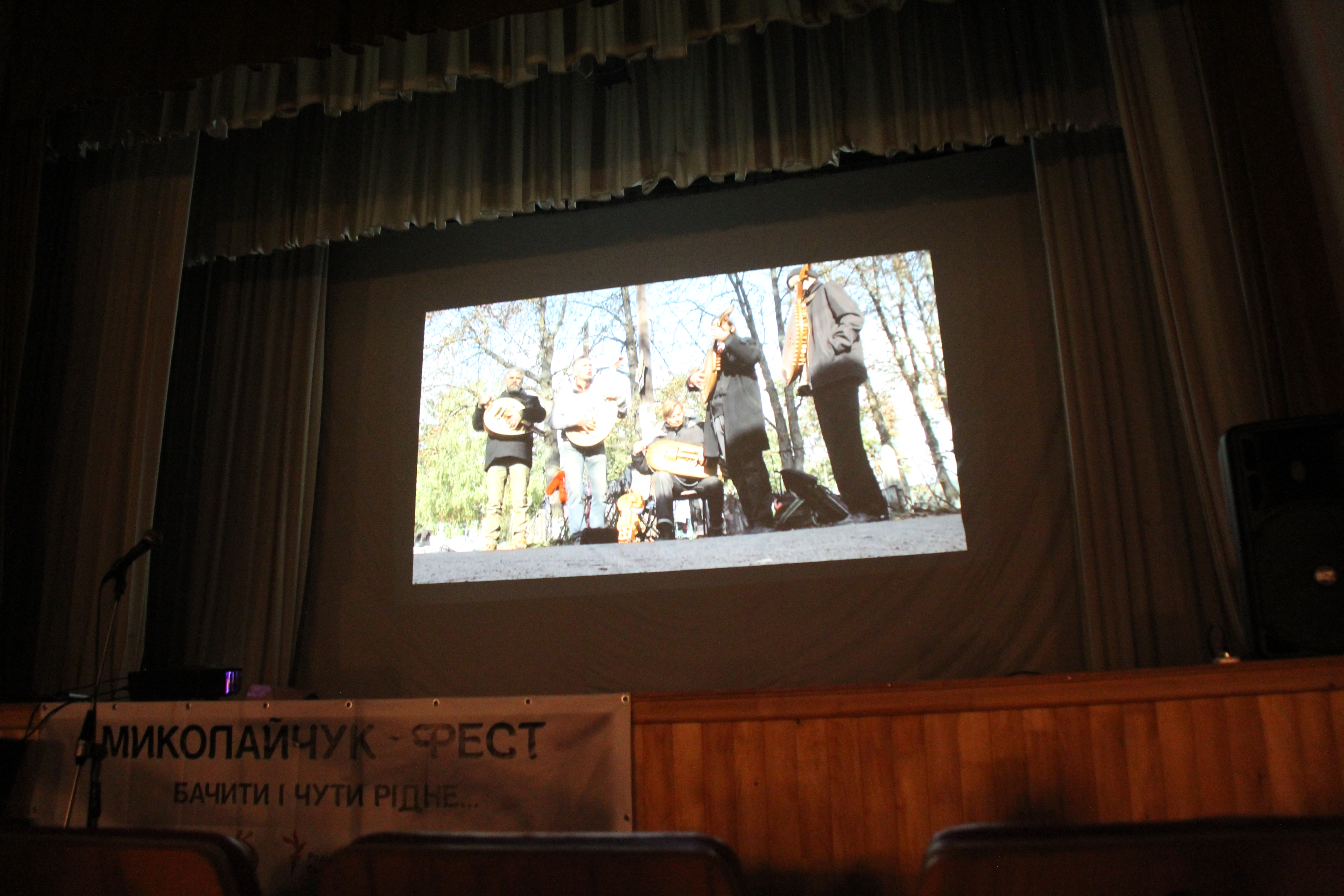
Демонстрація фільму у місті Вижниця під час фестивалю кіно та пісні Миколайчук-Фест, червень 2016 року.

«Вільні люди» — український документальний фільм режисера Ганни Яровенко, в основі якого лежить спостерігання за п'ятьма кобзарями та лірниками, які на декілька днів стали мандрівними співцями і спробували заробити на життя, мандруючи селами на Черкащині та співаючи для людей на ярмарках, біля церков, у дворах, у полі.

### У головних ролях
- Тарас Компаніченко
- Андрій Ляшук
- Ярослав Крисько
- Вадим «Ярема» Шевчук
- Тарас Дороцький
- Владислав Чабанюк